# Quara
Quara (Coara, Kouara), pleme američkih Indijanaca naseljeno u drugom dijelu 17. stoljeća sjeverno od zaljeva Matagorda, na sadašnjem području okruga Jackson uz rijeku Lavaca. Njihovo selo, koje 1687. posječuje René-Robert Cavelier, sieur de La Salle, bilo je jedno od glavnih naselja duž te rijeke. Tijekom njegovog posjeta kod Quara, gdje je ostao dva dana, s puta se vratilo 700 ili 800 ratnika koji se doveli 150 zarobljenika. U kasnijem periodu oni se više ne spominju pod tim imenom, i njihova etnička pripadnost je službeno ostala nepoznata. Područje na kojem su živjeli bilo je pod dominacijom plemena porodice Karankawan, za koje postoji opravdana sumnja da su porijeklom od Carib Indijanaca koji su u prošlosti prodrli na obale Teksasa. Jezik karankawa na tlu današnjeg SAD-a nema srodnika. U drugu ruku kultura Karankawa (kanibalizam i ratobornost) mogli bi doista ukazivati na njihovo karibsko porijeklo. Sugestije da su Quara možda pleme Aranama, nisu ničime utemeljene. 

## Vanjske poveznice
- Quara Indians